# Шумово (Замбрувский повет)
Шумово (пол. Szumowo) — деревня в Польше, входит в состав Замбрувского повета Подляского воеводства. Административный центр гмины Шумово. Находится примерно в 13 км к юго-западу от города Замбрув. Рядом с деревней проходит европейский маршрут E67. По данным переписи 2011 года, в деревне проживало 1102 человека. Имеется еврейское кладбище площадью 0,8 га (надгробия не сохранились).